# Clapiers
Clapiers este o comună în departamentul Hérault din sudul Franței. În 2009 avea o populație de 5.135 de locuitori.

## Evoluția populației
| An        | 1975 | 1982  | 1990  | 1999  | 2006  | 2009  |
| --------- | ---- | ----- | ----- | ----- | ----- | ----- |
| Populație | 867  | 1.900 | 3.478 | 4.631 | 4.939 | 5.135 |